# Сыроежка золотистая
Сырое́жка золоти́стая (лат. Rússula áurea) — вид грибов, включённый в род Сыроежка (Russula) семейства Сыроежковые (Russulaceae). Съедобна, однако встречается сравнительно редко.

## Описание
Шляпка достигает 4—9 см в диаметре, сначала полушаровидная, затем уплощённая и слабо вдавленная, с гладким у старых грибов слабо разлинованным краем. Окраска достаточно разнообразна: от кирпично-красной, красно-оранжевой и медно-красной ближе к краю до ярко-жёлтой в центре и на отдельных участках, иногда полностью жёлтая, красная или даже фиолетовая. Кожица шляпки снимается примерно наполовину.
Пластинки частые или довольно редкие, иногда неоднократно ветвящиеся, почти свободные, светло-охристого цвета, часто с жёлтым краем.
Ножка ровная, с шершавой или даже мелкочешуйчатой поверхностью, обычно выполненная, с возрастом слабо ватная внутри, обычно белая, реже с лимонно-жёлтым оттенком, с возрастом буреющая.
Мякоть крепкая, у старых грибов размягчающаяся, белая, под кожицей чаще всего ярко-жёлтая, без особого запаха, с неедким сладковатым вкусом.
Споровый порошок белого цвета. Споры 7,5—10×6—8,5 мкм, широкояйцевидные, бугорчатые, с рубцами, образующими неполную сеточку. Пилеоцистиды веретеновидные.

## Экология
Вид широко распространён большей частью в широколиственных лесах Евразии и Северной Америки, однако встречается довольно редко и небольшими группами.

## Таксономия

### Синонимы
- Agaricus auratus With., 1801, nom. illeg.
- Agaricus aureocitrinus Krombh., 1845
- Agaricus aureus (Pers.) Pers., 1801
- Agaricus citrinus Krombh., 1845, nom. illeg.
- Russula aurata Fr., 1838
- Russula esculenta Pers., 1796
- Russula variecolor J.Blum, 1954